# Prangos platychlaena
Prangos platychlaena är en flockblommig växtart som beskrevs av Pierre Edmond Boissier. Prangos platychlaena ingår i släktet Prangos och familjen flockblommiga växter. Inga underarter finns listade i Catalogue of Life.